# Carlos Gracie
Carlos Gracie (Belém, 14 settembre 1902 – Petropolis, 7 ottobre 1994) è stato un artista marziale brasiliano.
Fu il primo esponente della famiglia Gracie ad apprendere il Judo da Otávio Mitsuyo Maeda. Carlos e i suoi fratelli fondarono l'arte marziale del Jiu Jitsu Brasiliano. Carlos è il fratello maggiore di Hélio Gracie.